# Diala
Diala és una població de Mali a la regió de Kayes amb uns centenars d'habitants, centre de la regió anomenada Dialafara.
Fou una fortalesa dels tuculors i es diu que fou fundada per ordre d'al-Hadjdj Umar vers 1862 o 1863, al mateix temps que Kuniakoro i Nioro, sent obra de l'enginyer Samba Diakranak, un artesà de Saint Louis del Senegal que junt amb altres es va passar a la causa d'Umar. Les tres foren centres administratius i militars i formaven un arc defensiu contra els francesos que ja estaven progressant en aquest temps a l'alt Senegal i Níger. Als anys 1870 Ahmadu de Ségou va nomenar rei feudatari a Dialafara (amb seu a Diala) a Ahmadu Moktar que no era el seu fill o parent sinó un lleial tuculor de Galloya al Futa Toro que tenia aleshores prop dels 50 anys. Depenia de Diala la província de Soroané, situada a l'oest tocant a Diombokho.
Va passar als francesos el 1891 i fou agregada al cercle de Bafoulabé.